# Behind the Screen
'Behind the Screen (bra: Carlitos no Estúdio; prt: Charlot Maquinista) é um filme mudo estadunidense de curta metragem de 1916, do gênero comédia, escrito, produzido, dirigido e protagonizado por Charles Chaplin. Foi o sétimo filme da série de doze realizados por Chaplin para a Mutual Film Corporation.
Cenas que não foram usadas neste curta estão presentes no documentário Unknown Chaplin (1983) de Kevin Brownlow e David Gill. O documentário apoia a ideia que, naquela época, Chaplin e Edna mantinham um relacionamento amoroso.

## Sinopse
David trabalha como assistente de Golias em um estúdio de cinema. Além de criar confusão com os outros que lá trabalham, ele também ajuda uma moça que trabalha no estúdio disfarçada de homem, mas que sonha em ser atriz.

## Elenco
- Charles Chaplin.... David (assistente de Golias)
- Edna Purviance.... moça
- Eric Campbell.... Golias
- Lloyd Bacon.... diretor de comédias (não creditado)
- Henry Bergman.... diretor de filmes históricos (não creditado)
- Leota Bryan.... atriz (não creditada)
- Frank J. Coleman.... produtor (não creditado)
- James T. Kelley.... cameraman (não creditado)
- Charlotte Mineau.... atriz (não creditada)